# Gerd Goebel
Gerd Goebel (* 4. Februar 1950) ist seit 2000 Redaktionsleiter des Göttinger Blicks und Lokalpolitiker für die CDU.

## Leben
Gerd Goebel ist Ortsbürgermeister von Tiftlingerode, Beisitzer im Vorstand des CDU-Stadtverbandes Duderstadt und des CDU-Kreisvorstandes Göttingen. Goebel war zweiter Vorsitzender des Fördervereins für das Palliativzentrum der Universitätsmedizin Göttingen sowie Vorsitzender der Kolpingsfamilie. Als Vorsitzender des Deutsch-Französischen Freundschaftskreises hat er über 20 Jahre die Partnerschaft mit Combs-la-Ville in Frankreich geleitet. 

## Auszeichnungen
- 2005: Silberner Löffel, Auszeichnung der Göttinger Kaufmannschaft für weitreichendes Engagement[3]
- 2011: Verdienstkreuz am Bande des Verdienstordens der Bundesrepublik Deutschland[4]